# Orivirta skans

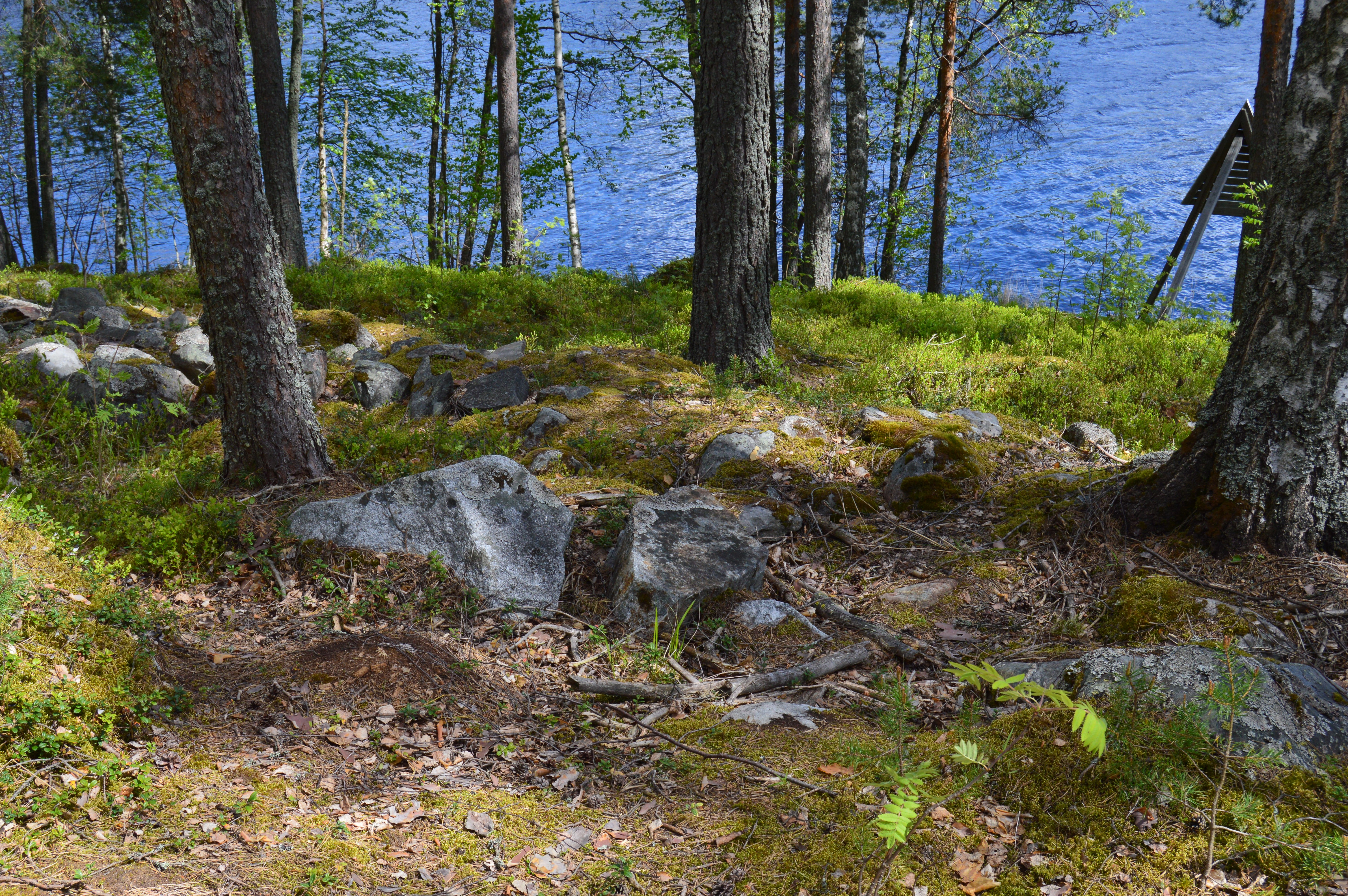
Orivirta skans.

Orivirta skans var en fästning i Savonranta före detta kommun i Finland. 
Byggandet av skansen påbörjades på 1540-talet för att försvara Olofsborg. Ryssarna klagade då på att svenskarna högg skog och bröt sten för en befästning. Platsen kan redan på 1400-talet ha fungerat som en spaningspunkt mot Ryssland.
Den ursprungliga skansen var uppförd av natursten och hade en huvudbyggnad om ca 60 x 20 meter. Huvudbyggnadens senare mått var 65×75 meter och var försedd med en ringmur och torn. Man beräknar att ungefär 3-400 personer var förlagda i skansen. Skansen förstördes av ett blixtnedslag 1592. Under nordiska tjugofemårskriget (1570-1595) anföll över 100 kosacker under ledning av Maksima Rätsinä skansen. Också karelare hade anslutit sig till anfallet. Angreppet skedde från norr från Savonranta ungefär från nuvarande Libelits och Vihtari. Där överraskade de den savolaxiska vaktstyrkan som torkade sina kläder. 25 personer ur vaktstyrkan dödades. De som kom undan hann inte varna de övriga i skansen som besegrades och förstördes. Enligt bokföringen för Olofsborg förlorade man 200 mannar, ett fartyg försett med fyra kanoner, fyra lätta kanoner och andra vapen. Enligt krönikorna föll också savolaxarnas hövding Indrik Irik. De som togs som krigsfångar fördes till Moskva tillsammans med krigsbytet. Kvar blev bara båten, "lotjan", som gavs åt karelarna. År 1610 byggdes en bevakningspunkt på stället och 1656 påbörjade befästningsbygget på nytt. I mitten av 1700-talet fanns bara ruiner kvar; idag endast några stenar och skansgrunden. Vid arkeolgiska utgrävningar har man också funnit rester av tidigare bebyggelse på platsen.